# The Laws of Scourge
"The Laws of Scourge" – trzeci album studyjny death metalowej grupy muzycznej Sarcófago, wydany w sierpniu 1991 roku.

## Lista utworów
1. The Laws of Scourge - 03:29
2. Piercings - 05:00
3. Midnight Queen - 06:19
4. Screeches from the Silence - 03:51
5. Prelude to a Suicide - 03:56
6. The Black Vomit - 02:26
7. Secrets of a Window - 06:43
8. Little Julie - 4:41
9. Crush, kill, destroy - 5:30

## Twórcy
- Lucio Olliver - perkusja
- Gerald Minelli - gitara basowa, gitara akustyczna
- Wagner Lamounier - śpiew, gitara
- Fábio Jhasko - gitara